# Farah El Hadji Zapatero
Farah El Hadji Zapatero est une humoriste belge née le 23 août 1987.

## Biographie
Farah El Hadji Zapatero naît d'un père marocain et d'une mère espagnole, étudie à l'ULB. Elle travaille en tant que marketing manager dans une banque belge.
En 2015 elle commence à faire des sketchs au Kings Comedy Club d'Ixelles à Bruxelles. Encouragée par ses coachs et les rires du public elle décide de se lancer dans le stand-up. Vite repérée par ses pairs elle commence à faire les premières partie d'humoristes confirmées telle que Laurence Bibot. Elle a également travaillé comme chroniqueuse à des émissions de la RTBF tels que Les enfants de Chœurs sur Vivacité et le Café serré sur la Première.
En 2016, elle remporte le Caval'rire hervien[Quoi ?].
En 2017, elle joue son premier spectacle d'humour "Résiste" à Bruxelles et dans des festivals d'humour. Dans son spectacle, elle aborde ses prises de positions engagées sur le sexisme, le racisme et l'homophobie. Elle s'inspire de femmes humoriste telles que Amy Schumer et Sarah Silverman aux États-Unis, Blanche Gardin, Florence Foresti, Laurence Bibot, Valérie Lemercier, Nawell Madani en France.
En 2018, elle participe au festival du Rire de Villeneuve-sur-Lot.

## Carrière
- 2015 : Début au Kings Comedy club
- 2016 : Chroniques RTBF
- 2017 : Résiste[7]